# Crkva sv. Stefana u Borovu
Crkva svetog Stefana  u Borovu u Hrvatskoj je pravoslavna crkva, u sastavu Osječkopoljske i baranjske eparhije Srpske pravoslavne crkve, a koja je posvećena svetom Stjepanu. Crkva je izgrađena u razdoblju od 1761. do 1764.